# ماوريسيو بالديفيسو
ماوريسيو بالديفيسو (بالإسبانية: Mauricio Baldivieso)‏ هو لاعب كرة قدم بوليفي في مركز الهجوم، ولد في 22 يوليو 1996 في لاباز في بوليفيا. شارك مع منتخب بوليفيا تحت 20 سنة لكرة القدم. أما مع النوادي، فقد لعب مع نادي خورخي ويلسترمان ونادي ريال بوتوسي وناسيونال بوتوسي.

## وصلات خارجية
- ماوريسيو بالديفيسو على موقع قاعدة بيانات كرة القدم.إي يو (الإنجليزية)
- ماوريسيو بالديفيسو على موقع Soccerway.com (الإنجليزية)
- ماوريسيو بالديفيسو على موقع عالم كرة القدم.نت (الإنجليزية)
- ماوريسيو بالديفيسو على موقع AS.com (الإسبانية)